# Pilotrichum bipinnatum
Pilotrichum bipinnatum là một loài rêu trong họ Pilotrichaceae. Loài này được (Schwägr.) Brid. mô tả khoa học đầu tiên năm 1819.